# Кирасир
Кирасирите, т.е. носещите кираса, са заместващи рицарите войници (тежка кавалерия), носещи броня, като разликата е, че рицарят се е въоръжавал сам със собствени средства, бидейки благородник, т.е разполагащ със собствени средства за закупуване на броня, докато кирасирът (броненосец) е бил на служба, т.е. заплата. Появяват се в много страни в Европа през 16 век като тежка кавалерийна компенсация на недостатъчната рицарската кавалерия. През 14 – 15 век бронята е била шлем и плетена ризница, а кирасата – ризница от метални плочи върху подложка от кожа или кече по формата на тялото. Тя има древни корени още в Микенска Гърция.
|  | Тази страница частично или изцяло представлява превод на страницата „Кирасир“ в Уикипедия на руски. Оригиналният текст, както и този превод, са защитени от Лиценза „Криейтив Комънс – Признание – Споделяне на споделеното“, а за съдържание, създадено преди юни 2009 година – от Лиценза за свободна документация на ГНУ. Прегледайте историята на редакциите на оригиналната страница, както и на преводната страница, за да видите списъка на съавторите. ВАЖНО: Този шаблон се отнася единствено до авторските права върху съдържанието на статията. Добавянето му не отменя изискването да се посочват конкретни източници на твърденията, които да бъдат благонадеждни. |